# Eleccions a l'Assemblea de Madrid de 1987
Les eleccions a l'Assemblea de Madrid de 1987 van tindre lloc el 10 de juny de dit any. Es van elegir 96 diputats.

## Resultats
Vots i escons per candidatura.
| Llista                                                       | Vots      | %               | Escons          |
| ------------------------------------------------------------ | --------- | --------------- | --------------- |
| Partit Socialista Obrer Espanyol (PSOE)                      | 932.878   | 38,45           | 40              |
| Federació de Partits de Aliança Popular (AP)                 | 762.102   | 31,41           | 32              |
| Centre Democràtic i Social (CDS)                             | 403.440   | 16,63           | 17              |
| Esquerra Unida de la Comunitat de Madrid (IUCM)              | 181.512   | 7,48            | 7               |
| Partit dels Treballadors d'Espanya-Unitat Comunista (PTE-UC) | 41.323    | 1,70            | 0               |
| Los Verdes (LV)                                              | 26.187    | 1,08            | 0               |
| Confederació dels Verts (CV)                                 | 12.755    | 0,53            | 0               |
| Partit Demòcrata Popular (PDP)                               | 9.101     | 0,38            | 0               |
| Coalició Plataforma Humanista (PH)                           | 4.963     | 0,21            | 0               |
| Partit Obrer Socialista Internacionalista (POSI)             | 3.574     | 0,15            | 0               |
| Agrupació Independent Autonòmica de Madrid (AIAM)            | 3.432     | 0,14            | 0               |
| Unificació Comunista d'Espanya (UCE)                         | 3.009     | 0,12            | 0               |
| Vots en blanc                                                | 42.196    | 1,74            | n/a             |
| Vots vàlids                                                  | 2.426.472 | 100,00          | 96              |
| Vots nuls                                                    |           | Participació: % | Participació: % |
| Votants                                                      |           | Participació: % | Participació: % |
| Electors                                                     | 3.515.847 | Participació: % | Participació: % |

## Diputats escollits
Relació de diputats proclamats electes:
| #  | Nom                                      | Llista | Llista |
| -- | ---------------------------------------- | ------ | ------ |
| 1  | Joaquín Leguina Herrán                   |        | PSOE   |
| 2  | Alberto Ruiz-Gallardón Jiménez           |        | AP     |
| 3  | Ramón Espinar Gallego                    |        | PSOE   |
| 4  | Fernando Castedo Álvarez                 |        | CDS    |
| 5  | Luis Eduardo Cortés Muñoz                |        | AP     |
| 6  | César Cimadevilla Costa                  |        | PSOE   |
| 7  | Pedro Núñez Morgades                     |        | AP     |
| 8  | Luis Alejandro Cendrero Costa            |        | PSOE   |
| 9  | Rosa María Posada Chaparro               |        | CDS    |
| 10 | Alfredo Navarro Velasco                  |        | AP     |
| 11 | María Gómez Mendoza                      |        | PSOE   |
| 12 | Isabel María Teresa Vilallonga Elviro    |        | IUCM   |
| 13 | Eduardo Mangada Samaín                   |        | PSOE   |
| 14 | Gabriel Usera González                   |        | AP     |
| 15 | Gerardo Harguindey Banet                 |        | CDS    |
| 16 | Manuel de la Rocha Rubí                  |        | PSOE   |
| 17 | José López López                         |        | AP     |
| 18 | Virgilio Cano de Lope                    |        | PSOE   |
| 19 | Bonifacio Santiago Prieto                |        | AP     |
| 20 | María Elena Flores Valencia              |        | PSOE   |
| 21 | Laura Morsó Pérez                        |        | CDS    |
| 22 | Ángel Larroca de Dolarea                 |        | AP     |
| 23 | Agapito Ramos Cuenca                     |        | PSOE   |
| 24 | Pedro Díez Olazábal                      |        | IUCM   |
| 25 | Francisca Sauquillo Pérez del Arco       |        | PSOE   |
| 26 | Cándida O'Shea Suárez-Inclán             |        | AP     |
| 27 | Ildefonso Barajas Ayllón                 |        | CDS    |
| 28 | Marcos Sanz Agüero                       |        | PSOE   |
| 29 | Roberto Sanz Pinacho                     |        | AP     |
| 30 | Luis Maestre Muñiz                       |        | PSOE   |
| 31 | Antonio Germán Beteta Barreda            |        | AP     |
| 32 | Carlos A. Alonso de Velasco              |        | CDS    |
| 33 | Francisco Cabaco López                   |        | PSOE   |
| 34 | Francisco Javier Rodríguez Rodríguez     |        | AP     |
| 35 | José Luis García Alonso                  |        | PSOE   |
| 36 | Manuel Juan Corvo González               |        | IUCM   |
| 37 | Ismael Bardisa Jordá                     |        | AP     |
| 38 | Francisco Javier Ledesma Bartret         |        | PSOE   |
| 39 | Fernando M. Lozano Bonilla               |        | CDS    |
| 40 | Jaime Lissavetzky Díez                   |        | PSOE   |
| 41 | José Martín Crespo Díaz                  |        | AP     |
| 42 | José Luis Fernández Rioja                |        | PSOE   |
| 43 | Eduardo Duque Fernández de Pinedo        |        | AP     |
| 44 | Manuel Justel Calabozo                   |        | CDS    |
| 45 | Carmen Ferrero Torres                    |        | PSOE   |
| 46 | María del Carmen Álvarez-Arenas Cisneros |        | AP     |
| 47 | Adolfo Martínez Sánchez                  |        | PSOE   |
| 48 | José Antonio Moral Santín                |        | IUCM   |
| 49 | José Luis Ortiz Estévez                  |        | AP     |
| 50 | Javier de Luxán Meléndez                 |        | CDS    |
| 51 | Elvira Domingo Ortiz                     |        | PSOE   |
| 52 | Alfonso Sacristán Alonso                 |        | PSOE   |
| 53 | María Rosa Vindel López                  |        | AP     |
| 54 | Elena Vázquez Menéndez                   |        | PSOE   |
| 55 | Joaquín Ximénez de Embún y Ramonell      |        | CDS    |
| 56 | Nicolás Piñeiro Cuesta                   |        | AP     |
| 57 | Saturnino Ureña Fernández                |        | PSOE   |
| 58 | Luis Manuel Partida Brunete              |        | AP     |
| 59 | Eulalia García Sánchez                   |        | PSOE   |
| 60 | José Vicente Cebrián Echarri             |        | CDS    |
| 61 | Juan José Azcona Olondriz                |        | IUCM   |
| 62 | José María Federico Corral               |        | AP     |
| 63 | Ángel Luis del Castillo Gordo            |        | PSOE   |
| 64 | Jesús Pedroche Nieto                     |        | AP     |
| 65 | Juan Antonio Ruiz Castillo               |        | PSOE   |
| 66 | Abel Gonzalo Cádiz Ruiz                  |        | CDS    |
| 67 | José Emilio Sánchez Cuenca               |        | PSOE   |
| 68 | Juan Van-Halen Acedo                     |        | AP     |
| 69 | Sócrates Gómez Pérez                     |        | PSOE   |
| 70 | María del Pilar Bidagor Altuna           |        | AP     |
| 71 | Carlos Pérez Díaz                        |        | PSOE   |
| 72 | Luis Rufilanchas Serrano                 |        | CDS    |
| 73 | Gustavo Severien Tigeras                 |        | AP     |
| 74 | Luis Alonso Novo                         |        | IUCM   |
| 75 | Alejandro Lucas Fernández Martín         |        | PSOE   |
| 76 | Julio Pacheco Benito                     |        | AP     |
| 77 | Rafael García Fernández                  |        | PSOE   |
| 78 | Francisco Javier García Núñez            |        | CDS    |
| 79 | Benjamín Castro Yuste                    |        | PSOE   |
| 80 | Jesús Adriano Valverde Bocanegra         |        | AP     |
| 81 | José Ramón García Menéndez               |        | PSOE   |
| 82 | Ana Isabel Mariño Ortega                 |        | AP     |
| 83 | Juan Francisco Sánchez-Herrera Herencia  |        | CDS    |
| 84 | Jesús Pérez González                     |        | PSOE   |
| 85 | Juan Antonio Cánovas del Castillo Fraile |        | AP     |
| 86 | Salvador Torrecilla Montal               |        | IUCM   |
| 87 | Miguel Peydró Caro                       |        | PSOE   |
| 88 | Juan Soler-Espiauba Gallo                |        | AP     |
| 89 | Manuel Dapena Baqueiro                   |        | CDS    |
| 90 | Timoteo Mayoral Marqués                  |        | PSOE   |
| 91 | José Luis Alvarez de Francisco           |        | AP     |
| 92 | Juan Sánchez Fernández                   |        | PSOE   |
| 93 | Manuel Jesús Casero Nuño                 |        | PSOE   |
| 94 | María Teresa de Lara Carbó               |        | AP     |
| 95 | Juan José Arnela Terroso                 |        | CDS    |
| 96 | Matías Castejón Núñez                    |        | PSOE   |